# معبد آ-ما
معبد آ-ما (صينية تقليدية: 媽閣廟, صينية مبسطة: 妈阁庙; برتغالية: Templo de A-Má) يقع في جنوب شرق شبه جزيرة ماكاو، هي أحد أقدم وأشهر المعابد الموجودة في ماكاو، المعبد بني عام 1488م. المعبد انشئ لتكريم آلة الصيد والبحار مازو، ويعتقد ان اسم ماكاو هو مشتق من اسم المعبد.
فيقال ان عندما اتي البورتغاليون إلى شواطئ ماكاو سائالو عن اسم المنطقة فردو بآ-ما-غاو، (أي خليج آ-ما). ومن ثم سمي البرتغاليون المنطقة بشبة جزيرة ماكاو.

## معرض صور

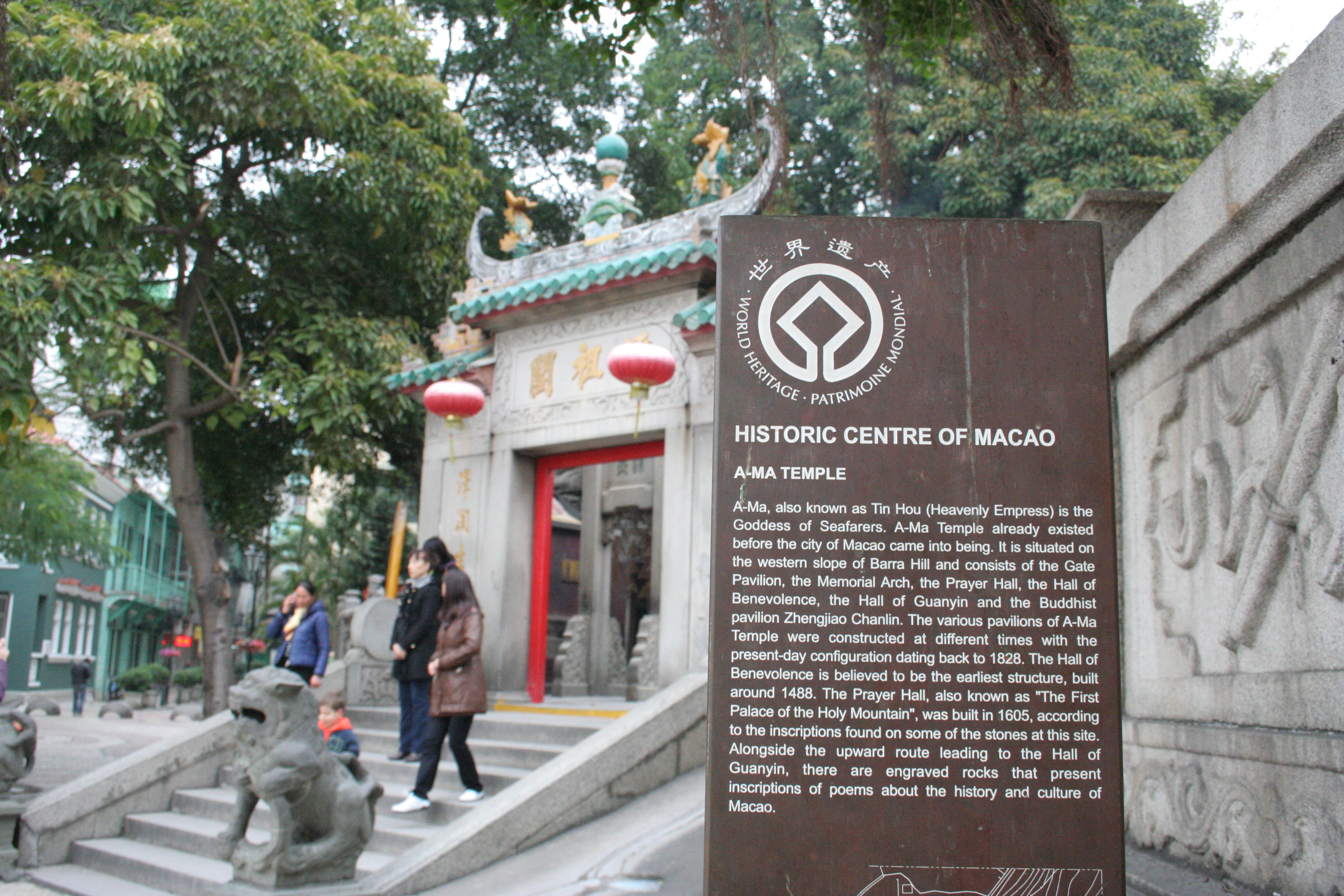
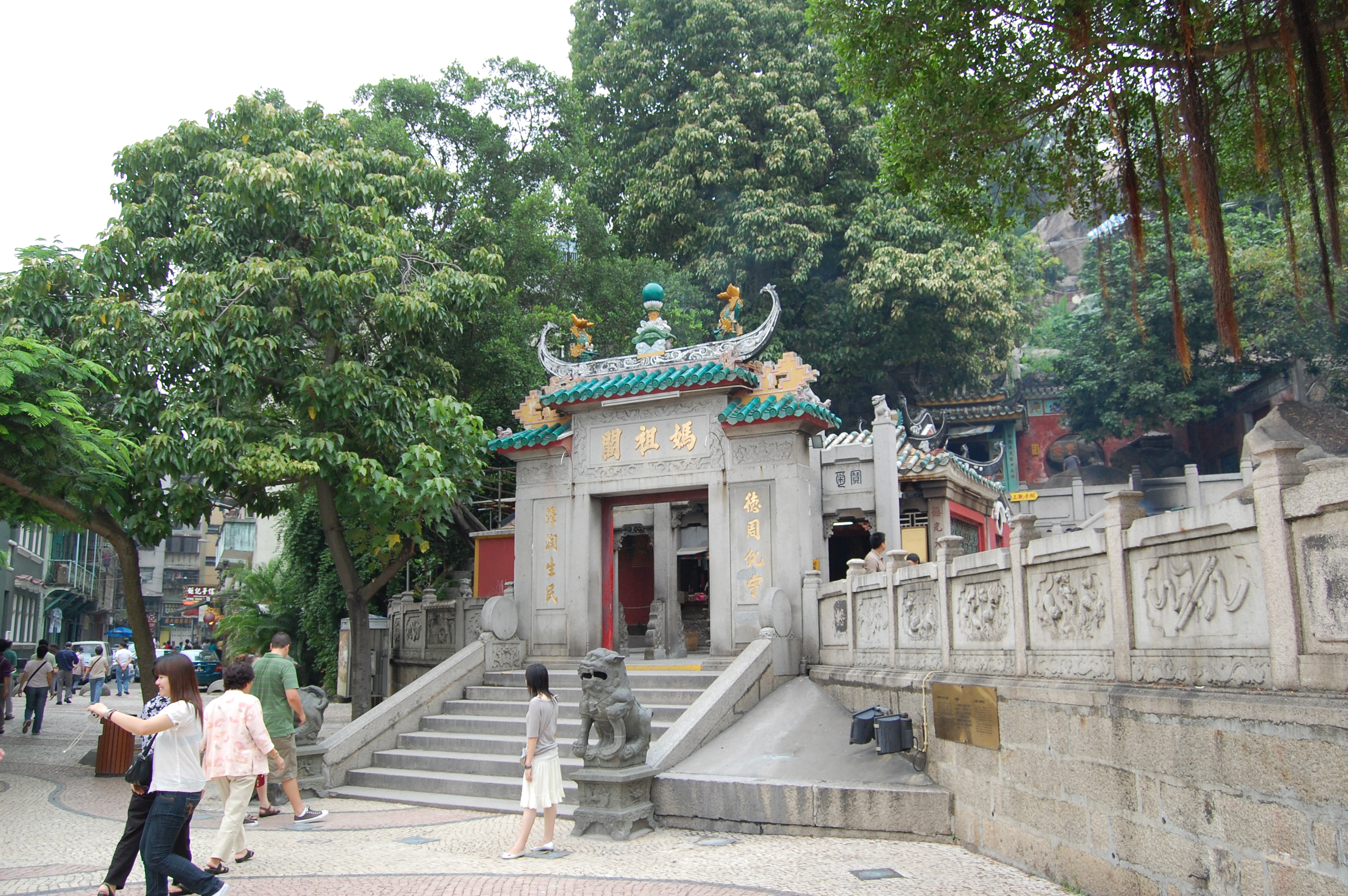
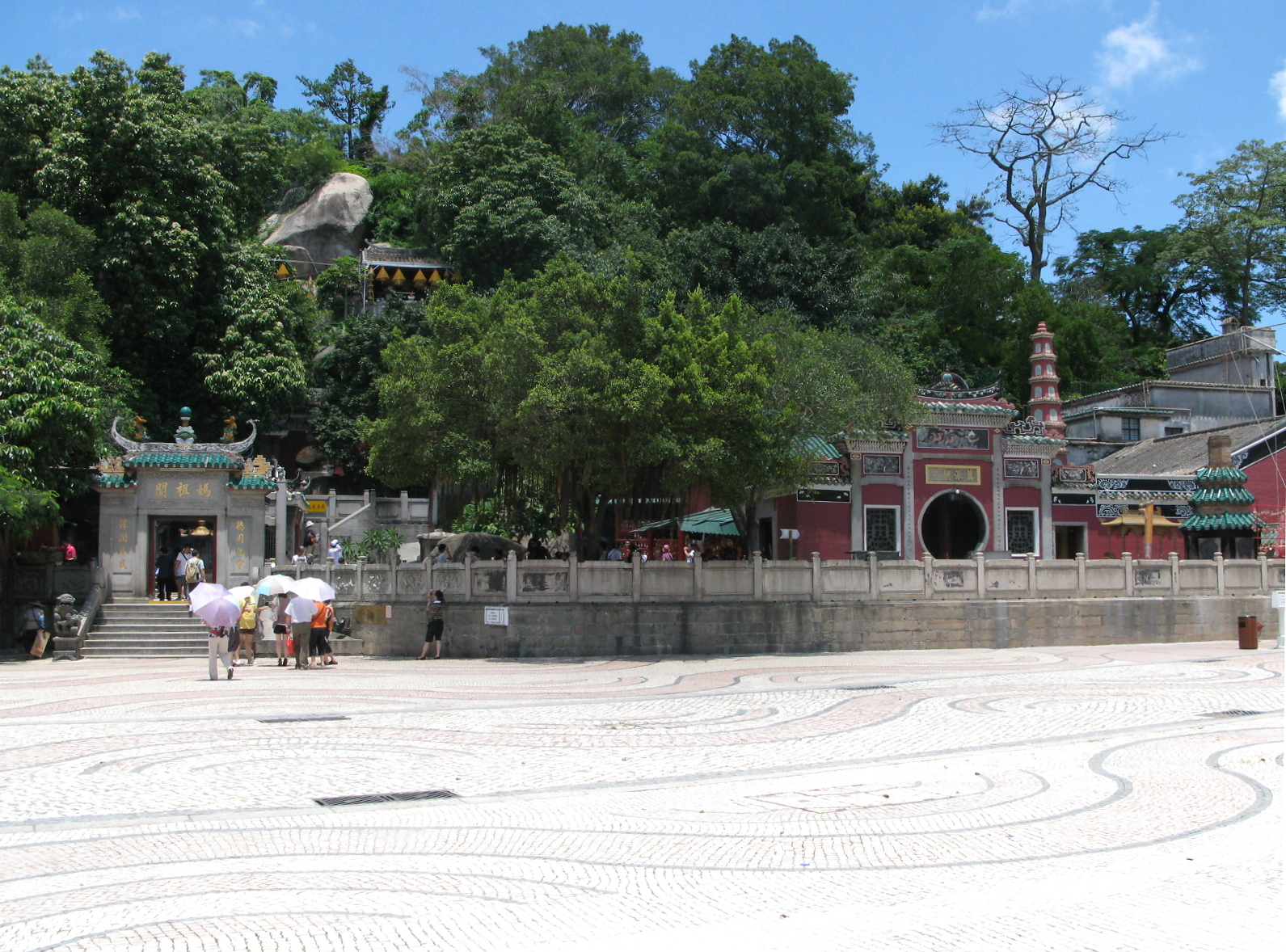
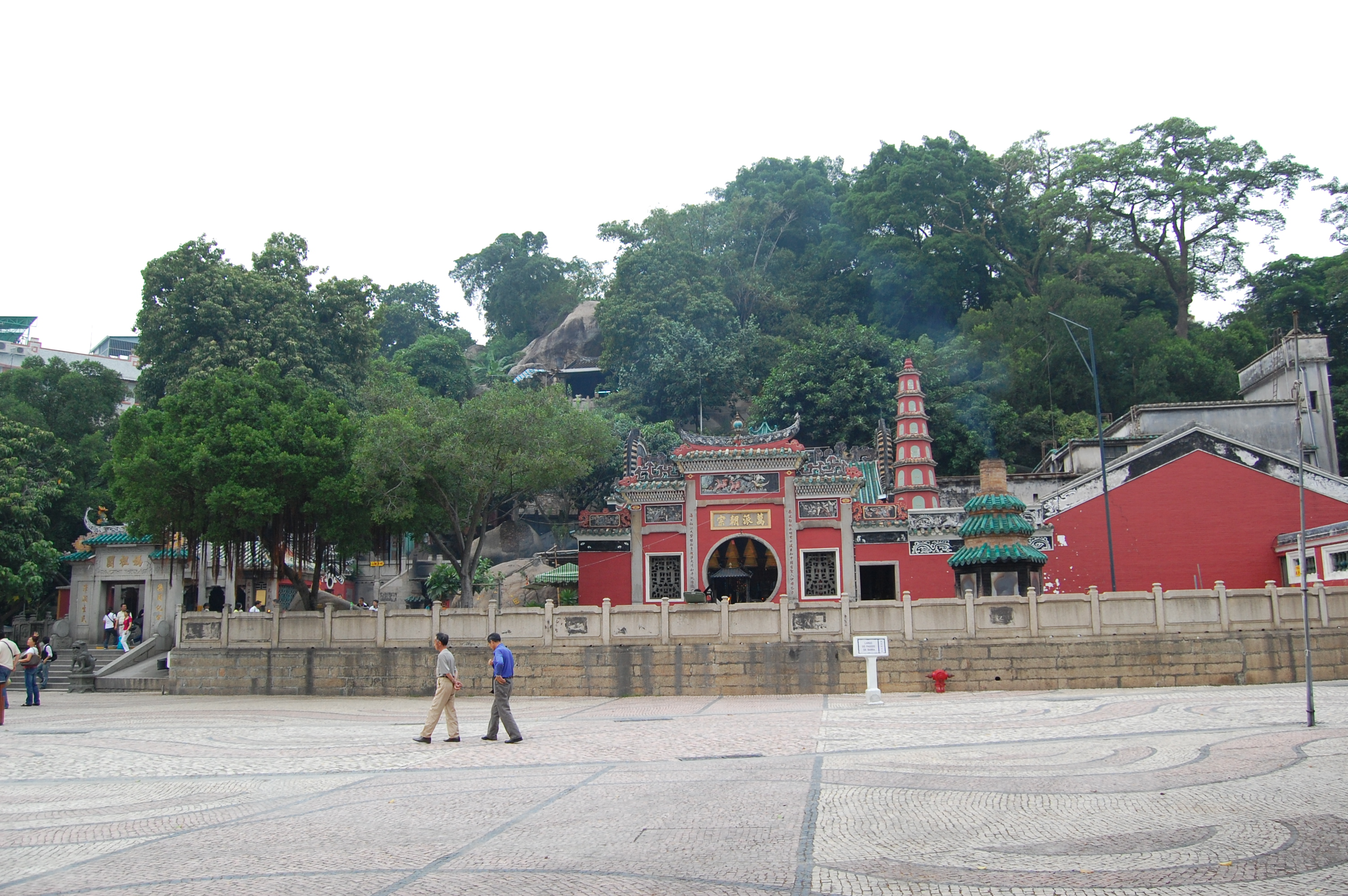